# Nyúzó Mihály
Nyúzó Mihály (Újfehértó, 1666. – Mezőterem, 1716.) kuruc katona, II. Rákóczi Ferenc fejedelem ezereskapitánya.

## Élete
Jobbágysorban született, református szülők gyermekeként. Apja valószínűleg gulyás volt, aki a törvényesség határmezsgyéjén élt.
Bizonyos adatok szerint Thököly Imre seregében szolgált. Thököly bukása után Törökországban bujdosott. 1703-ban, Rákóczi készülődéséről hallva visszatért Magyarországra és Bercsényi Miklós lovas ezredében hadnagyi rangot kapott.
Az év nyarán részt vett a tiszántúli hadműveletekben, majd Bercsényi seregében szeptember közepén Tokaj ostromára indult. Az év második felében rác fogságba esett, és néhány hónapot Szegeden raboskodott.
1704 nyarán már Pekry Lőrinc Erdélyben harcoló ezredében volt vicekapitány (alezredes). Pekry Lőrinc kérelmére (amiben az is szerepel, hogy Nyúzó „már nem iszik bort”) a fejedelem formálisan is felszabadította a jobbágysorból.
Nyúzó Mihály a magyarországi hadszíntéren, Károlyi Sándor parancsnoksága alatt folytatta katonai pályafutását, már mint lovassági ezereskapitány.
1707. május 20-án Rákóczi nemességet adományozott neki és feleségének, Szabados Katalinnak, továbbá testvérének, Nyúzó Jánosnak és az ő fiának, Nyúzó Mihálynak.
A Szerencsen kiállított címeres nemeslevelet kék színű, egyenes katonai pajzs díszítette, alját zöld mező töltötte ki, melyen hármas sziklahalom – az állhatatosság és erő szimbóluma – emelkedett, a két szélső szikla csúcsán kiterjesztett sasszárnyakat – a serénység és a gyorsaság jeleit – lehetett látni, a középső szikla tetejére pedig harcra kivont, meztelen tőrt tartó kart festett a piktor; a pajzson királyi koronával ékesített, nyitott katonai sisak helyezkedett el, belőle két oldalt kettős sasszárny nőtt ki, közöttük meztelen tőrrel szúrásra készülő, nyújtott kar látszott. Sisaktakaró: arany-kék, arany-vörös.
1707. december 13-án Kassán birtokadományban is részesült, megkapta Rákóczitól a Bihar vármegyei Asszonyvására nevű falut.
1710. december közepén Kállónál sorakoztak fel hadiszemlére a megfogyatkozott létszámú, hadjáratokban edzett kuruc ezredek; Nyúzó Mihálynak már csak 470 katonája maradt.
Nyúzó a majtényi fegyverletétel után is nemesember maradt: III. Károly Bécsben 1712. augusztus 15-én nemességet és címert adományozott neki, s általa feleségének és gyermekeiknek, akiket nem nevezett meg. Az új címer így utalt a hadi érdemre: „a paizs kék udvarában arany halmon, fehér lovon vágtató pánczélos vitéz, kivont kardot villogtatva. A paizs fölötti sisak koronájából szintén pánczélos vitéz emelkedik ki; jobb kezével kivont kardot villogtatva. Foszladék jobbról aranyvörös, balról ezüstkék.” E nemeslevelet 1712. december 15-én hirdették ki Fehérgyarmaton, Szatmár vármegye közgyűlésén.
Alkoholizmusa a harcok után kiújult. Házasságában nagy válságok voltak, feleségét azzal fenyegette meg, hogy kivégezteti, de az asszony mérgezte meg őt, 1716 tavaszán. A per végső kimenetele nem ismeretes.
1725-ben az Újfehértón lakó ifj. Nyúzó Mihály, Imre és László igazolta nemességét a III. Károly által adományozott nemeslevél felmutatásával. Ők Nyúzó Mihály gyermekei voltak. A Szabolcs vármegyei közgyűlési iratokban, az újfehértói református egyház anyakönyveiben a későbbiekben is fel-felbukkan valamelyik Nyúzó leszármazott neve.

## Emlékezete
Nyúzó Mihály neve bekerült a kuruc költészetbe, egyik haditettét az első hazai hírlap (Mercurius Veridicus ex Hungaria) örökítette meg, aláírása, pecsétje ott van a nevezetes szatmári békeokmányon.